# عسل سبلان اردبیل

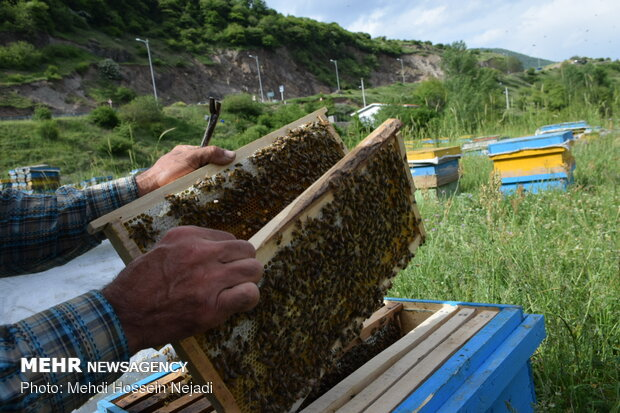
عسل سبلان اردبیل

عسل سبلان اردبیل در سال ۱۳۹۷ در سازمان جهانی مالکیت فکری WIPO به عنوان باکیفیت ترین عسل ایران به ثبت رسید. این ثبت به دلیل مرغوبیت عسل تولیدی، آب و هوای طبیعی دامنه های سبلان (ساوالان) ، تبحر زنبورداران منطقه اردبیل و همچنین تکنیک و روش های خاص پرورش زنبور و تولید عسل که قرن ها در منطقه رواج داشته به ثبت رسید.پس از جمع آوری و ارائه اسناد و مدارک مورد نیاز به  وزارت صنعت، معدن و تجارت ، عسل اردبیل به لحاظ شرایط و ویژگی های لازم و مطابق با استانداردها برای ثبت به نام اردبیل انتخاب و به نام محدوده جغرافیایی اردبیل در این سازمان ثبت جهانی شد. ثبت جهانی در مالکیت فکری، سبب جلوگیری از تولید عسل تقلبی از دیگر نقاط جهان به نام اردبیل می گردد.